# Hiberasta longipilis
Hiberasta longipilis är en skalbaggsart som beskrevs av Leon Fairmaire 1901. Hiberasta longipilis ingår i släktet Hiberasta och familjen Cetoniidae. Inga underarter finns listade i Catalogue of Life.